# Ermite de Natterer
Phaethornis nattereri
Espèce
Statut de conservation UICN

 LC  : Préoccupation mineure
Statut CITES
L'Ermite de Natterer (Phaethornis nattereri) est une espèce de colibris de la sous-famille des Phaethornithinae.

## Distribution
L'Ermite de Natterer est présent dans l'Est de la Bolivie et au centre du Brésil.

Carte de répartition de l'espèce

## Référence
(en) « Neotropical Birds Online », Cornell Lab of Ornithology, 25 avril 2011